# Sant Joan de Mollet
Sant Joan de Mollet település Spanyolországban, Girona tartományban. Sant Joan de Mollet Cervià de Ter, Sant Jordi Desvalls, Flaçà, Sant Martí Vell és Bordils községekkel határos. Lakosainak száma 526 fő (2024).

## Népesség
A település népessége az elmúlt években az alábbi módon változott:
| Lakosok száma | 91   | 362  | 362  | 397  | 311  | 437  | 517  | 509  | 507  | 526  |
|               | 1717 | 1887 | 1936 | 1960 | 1986 | 2004 | 2009 | 2014 | 2019 | 2024 |